# Шараве, Габриель
Габриэль Шараве́ (7 августа 1818, Лион — 22 мая 1879, Париж) — французский политический деятель, публицист, книготорговец, букинист; брат библиографа Жака Шараве. Был известен как последователь идей Бабёфа, Марешаля и Буонарроти как минимум с 1840 года и как сторонник коммунизма.

## Биография
Габриэль Шараве родился в семье мебельного мастера, ветерана египетского похода Наполеона I, также занимавшегося книготорговлей. С юности проникшись социалистически-революционными убеждениями, с 1840 года писал манифесты в защиту коммунизма и материализма и того же основал в Лионе журнал фр. L'Humanitaire, запрещённый на втором номере; за его издание Шараве два года провёл в тюрьме. С 1843 по 1848 год работал экспертом по автографам в библиотеке Лиона и параллельно занимался книготорговлей.
Был политически активен во время февральской революции 1848 года, выступив против Луи Наполеона Бонапарта; после лионского восстания 1849 года его книжная торговля была закрыта, и он потерял всё своё состояние. В 1851 году за свою политическую деятельность он был арестован и посажен в Мазас, а после декабрьского переворота, приведшего к провозглашению Второй империи, был приговорен к пятилетнему заключению в тюрьме на острове Бель-Иль по делу о «бюллетенях комитета сопротивления». В 1858 году, после покушения Орсини, Шараве был сослан в Алжир на основании закона об общей безопасности; в Алжире проживал в Сиди-Бель-Аббес. После амнистии 1859 года он вернулся в Париж и больше не принимал деятельного участия в политической жизни, занявшись написанием научных трудов (в том числе воспоминаний о своей жизни в Алжире). Скончался в Париже, был похоронен на кладбище Монпарнас.
Шараве помогал своему брату в его библиографических трудах, работал над собранием автографов (ему принадлежат два специальных издания: «Revue des autographes» [1866] и «Imprimerie» [1864]). Его главные сочинения: «Guide de l’étranger à Lyon» (1846); «Projet de constitution jugé au point de vue démocratique» (1848); «Traité de ponctuation» (1864); «Règle définitive du participe passé» (1878).